# Antônio Franco Ribeiro
Antônio Franco Ribeiro é um político brasileiro do estado de Minas Gerais.
Foi eleito deputado estadual na Assembleia Legislativa de Minas Gerais para a 2ª Legislatura (1951 - 1955), pelo PTN. Foi substituído por Sílvio Romeu César de Araújo no período de 2/7 a 4/9/1952.